# Рамешки (Кстовский район)
Рамешки — деревня в Кстовском районе Нижегородской области на реке Алферовка. Входит в состав Чернышихинского сельсовета. Находится в 3 километрах от трассы Р162.
Население деревни — 2 чел.
В деревне 1 улица на 25 дворов.
Второе название деревни — Рубениха. Вероятно берёт название от барина по фамилии Рубенин.
За прошедший век деревня неоднократно горела, большинство домов датированы 1961 годом.